# Lantionina
Lantionina (Lan, D,L-(mezo)-lantionina) – siarkoorganiczny związek chemiczny z grupy aminokwasów, występujący w peptydach nierybosomalnych o wzorze półstrukturalnym: (HOOC-CH(NH2)-CH2-S-CH2-CH(NH2)-COOH).